# Fran Ryan
Fran Ryan (29 de noviembre de 1916 - 15 de enero de 2000) fue una actriz estadounidense que apareció en películas y televisión. Nació en Los Ángeles, California.

## Biografía
Fran Ryan comenzó a actuar a los 16 años, en el Teatro Henry Duffy, en el norte de California. Asistió a la Universidad de Stanford durante tres años, y durante la Segunda Guerra Mundial fue un miembro de las tropas USO. Realizó comedia, cantando y actuando en escenarios en California y Chicago. Su debut llegó en el episodio  43 de Batman, en 1966, seguido de una parte en The Beverly Hillbillies. El primer papel en televisión fue como Aggie Thompson en los primeros episodios de The Doris Day Show. En la misma temporada se le ofreció un papel de "reemplazo" en la serie Green Acres como Doris Ziffel desde 1969 hasta 1971. Fran reemplazó a Bárbara Pepper, quien en ese entonces estaba mal de salud.
Lamentablemente, Miss Pepper murió cinco meses luego de enfermedades al corazón, el 15 de julio de 1969.
Ryan también protagonizó en la serie Gunsmoke.
Participó en varias películas, incluyendo Flush, El gran miércoles (Big Wednesday), Take This Job and Shove It, Pale Rider y Chances Are, así como en un cameo en Stripe.
Fran Ryan fue comparada a menudo con la actriz Marjorie Main; lucían y sonaban familiares una de la otra. Ryan murió el 15 de enero de 2000, a los 83 años. Está enterrada en los terrenos de la familia junto a su madre, en Hayward, California.

## Filmografía
- River of Rage: The Taking of Maggie Keene (1993) (TV)
- Suture (1993)
- The Dave Thomas Comedy Show (1990) (serie de televisión)
- Chances Are (1989)
- Out Cold (1989)
- Lucky Stiff (1988)
- Gunsmoke: Return to Dodge (1987) (TV)
- The Wizard (1986) (serie de televisión)
- Quiet Cool (1986)
- Stewardess School (1986)
- The Sure Thing (1985)
- Pale Rider (1985)
- Rebel Love (1985)
- Tough Enough (1983)
- Private School (1983)
- Eyes of Fire (1983)
- Americana (1983)
- Savannah Smiles (1982)
- No Soap, Radio (serie de televisión)
- Shoot the Moon (1982)
- Stripes (1981)
- Take This Job and Shove It (1981)
- The Dukes of Hazzard (serie de televisión)
- The Long Riders (1980)
- Rocky II (1979)
- Charlie's Angels (1978)
- The Great Brain (1978)
- El gran miércoles (Big Wednesday, 1978)
- Flush (1977)
- The Apple Dumpling Gang (1975)
- Mickey One (1965) (no acreditada)
- Sigmund and the Sea Monsters (serie de televisión)
- Gunsmoke (serie de televisión)
- New Zoo Revue (serie de televisión)
- Green Acres (serie de televisión)
- The Doris Day Show (serie de televisión)
- The Brady Bunch (serie de televisión)